# Sepp Benz
Sepp Benz, született Josef Benz (Zürich, 1944. május 20. – Zürich, 2021. február 5.) olimpiai és világbajnok svájci bobversenyző.

## Pályafutása
Két olimpián vett részt. Az 1976-os innsbrucki olimpián négyesben ezüst-, kettesben bronzérmet szerzett. Az 1980-as Lake Placid-i olimpián kettesben arany-, négyesben ismét ezüstérmes lett. Kettes bobban a csapattársa Erich Schärer volt. 1975 és 1981 között a világbajnokságokon három arany, két ezüst- és három bronzérmet nyert.

## Sikerei, díjai
- Olimpiai játékok
  - aranyérmes: 1980, Lake Placid (férfi kettes)
  - ezüstérmes (2): 1976, Innsbruck (férfi négyes), 1980, Lake Placid (férfi kettes)
  - bronzérmes: 1976, Innsbruck (férfi kettes)
- Világbajnokság
  - aranyérmes (3): 1975 (négyes), 1978, 1979 (kettes)
  - ezüstérmes (2): 1977, 1978 (négyes)
  - bronzérmes (3): 1979, 1981 (négyes), 1981 (kettes)